# Teatro del oprimido

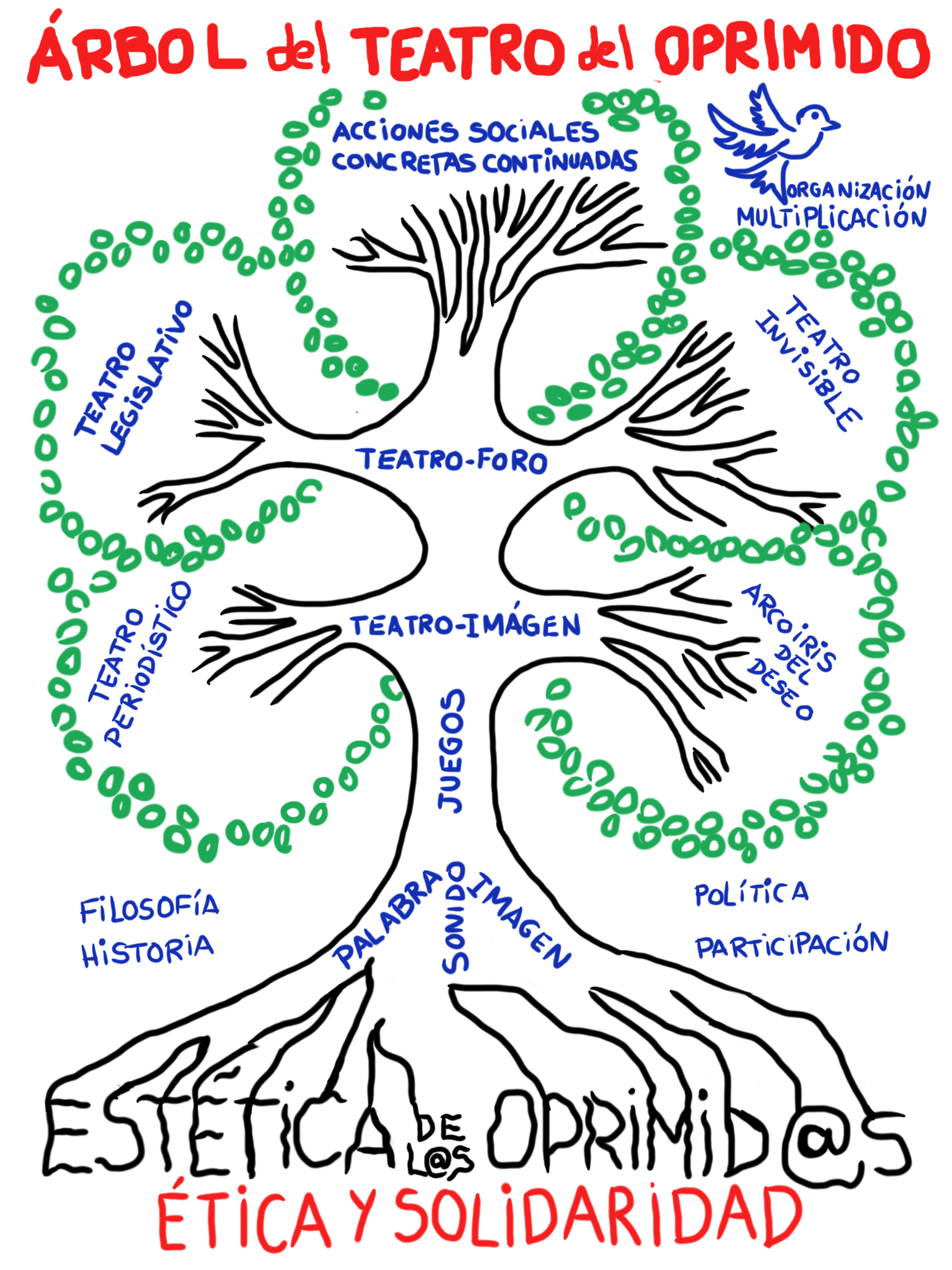
Árbol del Teatro del oprimido de Augusto Boal (en español)

El Teatro del Oprimido (TdO) es una tendencia teatral sistematizada por el dramaturgo, actor, director y pedagogo teatral brasileño Augusto Boal (1931-2009) a partir de los años 1960. Actualmente tanto Julián Boal, su hijo, como su grupo creado en París en 1979 siguen sus teorías desde Brasil y Francia respectivamente.
La mejor definición para este "sería la de que se trata del teatro de las clases oprimidas y para los oprimidos, para desarrollar una lucha contra estructuras opresoras". El Teatro del Oprimido recibe influencia del Teatro Épico de Bertolt Brecht y de la Pedagogía del Oprimido de Paulo Freire. Las técnicas son las que comprenden unos juegos y dinámicas múltiples que se describen en su libro "Juegos para actores y no actores" para posteriormente analizar las opresiones y relaciones de poder y así poder combatirlas. 
En el Teatro del Oprimido encontramos muchas líneas de trabajo como son el Teatro Periodístico, el Teatro Legislativo, el Teatro invisible, 
el Teatro Imagen, el Teatro Foro. Esta última es la más conocida de todas y todas tienen por objeto transformar al espectador en protagonista de la acción dramática y, "a través de esta transformación, ayudar al espectador a preparar acciones reales que le conduzcan a la propia liberación". Por ello recibe el nombre de espect-actor. La Estética del Oprimido fue la última línea de investigación teatral desarrollada por Augusto Boal antes de su muerte. Todas las formas teatrales están plasmadas en su amplia bibliografía.
Los centros que desarrollan la metodología del TdO son: GTO o CTO (Grupo o Centro de Teatro del Oprimido) donde los más representativos, ambos fundados por él, son el CTO-París (Francia) y el CTO-Rio (Brasil), en donde Augusto Boal siguió la investigación hasta su muerte. Algunos de sus discípulos han ideado nuevos métodos de teatro participativo-interactivo, sin dejar de lado un uso paralelo del TdO.
La ITOO (International Theatre of the Oppressed Organisation) reúne a muchos grupos que trabajan con el TdO.

## Historia
El Teatro del Oprimido es una corriente teatral creada por el director brasileño Augusto Boal. La historia de este tipo de teatro está indefectiblemente unida a la de su creador. En 1953 se traslada a los EE. UU. con la intención de estudiar Ingeniería Química, pero terminará por estudiar teatro y al regresar al Brasil en 1955 empezará a hacer y escribir obras de teatro; también a llevar la dirección del Teatro de Arena en Sao Paulo. 
Boal fue partidario de utilizar técnicas interactivas y populares en una línea que era claramente revolucionaria de la izquierda latinoamericana del momento. Basa muchas de sus ideas en Paulo Freire y el teatro de Bertolt Brecht. Finalmente cae preso lo que lo lleva a exiliarse en Argentina durante el regímenes militares que sufrió su país natal. Allí comienza la concepción de lo que será el Teatro del Oprimido. Es una crítica y análisis social que se refleja mediante el teatro, desarrollada en 1970. La primera forma teatral que desarrolla es el Teatro Periodístico. Luego nacerán el Teatro Imagen y el Teatro Foro. En 1978 es invitado a París por la Sorbonne a realizar un curso. En Europa, con la ayuda de su grupo parisino y su esposa Cecilia Thumin, nace el Arcoíris del Deseo, que desarrolla técnicas más introspectivas, ya que Boal ve que las opresiones se sufren de otra manera. En los años 80 regresa a Brasil con el fin de realizar algunas intervenciones con su grupo de París, pero no se instala definitivamente sino hasta 1986 donde se pone a dirigir la Fábrica de Teatro Popular. Lo innovador del Teatro del Oprimido es que democratiza la actividad teatral y, para ello, despliega un sistema de ejercicios físicos, de juegos estéticos, de técnicas de imagen y de improvisación donde se construyen los medios artísticos del teatro al servicio de las personas más vulnerables, generando al mismo tiempo una herramienta con un gran potencial político, pedagógico que empodera a los que la practican ya que desarrolla, entre otras, la responsabilidad y la autonomía. Este teatro cree en cada individuo como un potente actor social y como capacitado para enunciar propuestas indispensables sobre su condición y los caminos alternativos. 
En 1992, Augusto Boal llega a concejal lo que le permite trabajar teatralmente los problemas vividos por el ciudadano y discutir en las calles las leyes de la ciudad de Río de Janeiro, así nace el proyecto de Teatro Legislativo, transformando al elector en legislador. El Teatro del Oprimido es un modelo democrático que ayuda al individuo a elaborar sus propuestas y a dotarlas de un espacio donde expresarlas. 
En marzo de 2009 recibió el reconocimiento de "Embajador Mundial del Teatro" de la Organización de Naciones Unidas para la Educación, la Ciencia y la Cultura, UNESCO. Para el mismo año escribió el discurso del día mundial del teatro. El 2 de mayo de 2009, Augusto Boal fallece en Río de Janeiro a los 78 años, a causa de una insuficiencia respiratoria.
Muchas de sus ideas son consideradas como “a new media perspective” (una nueva perspectiva de los medios), a pesar de que nacieron ya hace bastante tiempo. Desde entonces, estas ideas se han desarrollado más, dando así un significado en el contexto del mundo moderno. La creación del Teatro del Oprimido está basada en la idea del diálogo y la interacción entre la audiencia y el actor para interactuar alrededor de problemáticas comunes.
Actualmente, Julian Boal, continúa el desarrollo del Teatro del Oprimido sobre todo velando por la visión política de su práctica para poder pensar una verdadera transformación social. Dirigió con Augusto Boal muchos talleres en más de 25 países en el mundo entero. Colabora regularmente con grupos en países como Estados Unidos, India, España o Croacia. Es autor de "Imagens de um teatro popular" y numerosos artículos. A finales del 2011 se traslada al Brasil y colabora con el Centro del Teatro del Oprimido de Río de Janeiro y el MST. 
Al mismo tiempo, el Centre du Théâtre de l’Opprimé París trabaja principalmente en Europa sobre temas diversos y variados para diferentes tipos de estructuras entre escuelas, universidades, prisiones, hospitales, centros sociales y ayuntamientos, entre otros.
Numerosos grupos en el mundo realizan este tipo de teatro destacando principalmente en grupo Jana Sanskriti de la India y CTO Río en el Brasil. Aunque en Francia se practica desde hace 40 años, no llega a España sino hasta el 2000.

## Técnicas del Teatro del Oprimido
Según su aparición histórica:
- Juegos del Oprimido
- Teatro Periódico o Periodístico
- Teatro Foro
- Teatro Invisible
- Teatro Imagen
- Arcoíris del Deseo
- Teatro Legislativo

### Dramaturgia simultánea
Es una técnica usada que define el tipo de interacción actor-audiencia. Es la técnica en la cual a mitad del trabajo teatral se detienen los actores en el escenario, para preguntarle a la gente de la audiencia una solución para su situación o problema. La audiencia da su punto de vista y sus posibles soluciones. Este método reúne las ideas de las personas para llegar a la mejor solución, esto promueve el diálogo consistentemente, y derrumba las barreras que dividen al actor de la audiencia. La audiencia tiene la capacidad para dirigir el curso de la obra, y aún más importante, le otorga un sentido de poder a la audiencia: un increíble factor en el activismo político, y por eso el nombre de “Teatro del Oprimido”. Una vez la obra de teatro se representa, los espectadores pueden salir al escenario a realizar cambios sobre la dramaturgia propuesta. Así pues, Augusto Boal, los denomina "espect-actores".

### Teatro foro
Esta forma teatral está entroncada con la creación colectiva ya que el grupo que concibe la obra son los oprimidos mismos. La creación colectiva fue creada por Enrique Buenaventura y se basa en teoría literaria del formalismo ruso. Las obras de Teatro del Oprimido parten del análisis de las inquietudes, problemas y aspiraciones de la comunidad que sufre las opresiones y tratan de activar a la que van dirigidas. En el Teatro Foro en particular -una vez representado el espectáculo-, los espectadores tienen la oportunidad de participar convirtiéndose en actores y actrices de la obra.
Después de la creación y montaje de una obra de teatro, en la representación del Teatro Foro, uno de los miembros del grupo, activará un debate con el público asistente. Éste se llama joker o comodín. Está lejos de ser un animador y/o un moderador de un debate, ya que se pretende que la representación de obra active al público que se ha identificado con el problema planteado. Es aquí la gran aportación del arte en general y el teatro en particular para llegar a la sensibilidad de los presentes y que puedan aportar ideas para la transformación social. El joker tratará de llevar al público a realizar un análisis social y estructural del problema planteado, sin imponer ningún mensaje preconcebido. 
Así pues, una vez representada la obra se invita al público a hablar sobre lo que han visto y en particular de la situación del oprimido. Cuando alguno de los espectadores expresa su punto de vista, el joker puede invitarlo a sustituir al actor que representa al oprimido en el escenario. En este momento el espectador deviene activo ante el problema y, por ello, Boal lo denomina espect-actor. La condición esencial para que este tipo de teatro se dé es que el espectador ha de ser el protagonista de la acción dramática y se prepare también a serlo de su propia vida. Se utiliza pues el teatro como un arma de liberación con el objetivo de desarrollar en los individuos la toma de conciencia social y política.
El teatro foro es el teatro de la primera persona del plural. Por tanto, es más sencillo cuando el público sufre la misma opresión de lo que es representado en la obra para que se revele algún aspecto de la cotidianidad colectiva.

### Teatro periodístico
Un sistema de técnicas diseñado para dar a la audiencia una manera de transformar noticias diarias o cualquier pieza no dramática a la escena teatral. Existen varios métodos para llevar a cabo esta técnica y para causar distintos efectos dentro del público.
- Lectura simple: Un artículo de noticia leído fuera de contexto del periódico (el cual lo hace falso o controversial).

- Lectura cruzada: dos artículos de noticias son leídos en forma alterna complementando o contrastándose el uno al otro en una nueva dimensión.

- Lectura complementaria: información general omitida por la fuente de la noticia es añadida por el público.

- Lectura rítmica: La noticia es leída con ritmo (musical), así esto actúa como filtro para la noticia, dando a conocer el verdadero contenido que estaba inicialmente oculto en el periódico.

- Acción Paralela: Los actores hacen mímica de las acciones mientras el periódico es leído. El público escucha la noticia mientras observa la mímica.

- Improvisación: Las noticias son improvisadas en el escenario, para explotar así todas sus variantes y posibilidades.

- Histórico: Información de momentos históricos, sucesos en otros países o en sistemas sociales son añadidos a la noticia.

- Refuerzo: El artículo es leído acompañado de canciones o de imágenes, para ayudar a la noticia a ser percibida de una manera o de otra.

- Concreción de los abstracto: el contenido abstracto en las noticias es llevado a lo concreto en el escenario ej. hambre, desempleo, etc.

- Texto fuera de contexto : una noticia es presentada fuera del contexto en el que originalmente fue publicado.

### Teatro Imagen
Boal le llama así a esta forma de teatro, una de las más estimulantes debido a su fácil interpretación y su notable capacidad de retratar ideas en una forma concreta debido a la ausencia de las palabras. Cada palabra tiene una denotación común para todos, pero la connotación es distinta para cada individuo, cada uno tendrá su propia interpretación de la palabra "revolución" y si una persona abraza a otra, se puede abrazar de manera fuerte, de manera de acoso, o de una manera suave y relajada, sin embargo esto significa lo mismo para todos "dar un abrazo".
- Historia

El Teatro Imagen es una de las modalidades del Teatro del Oprimido desarrollado por Augusto Boal (1980). Consiste el Teatro del Oprimido en un conjunto de ejercicios, juegos y técnicas teatrales que tiene por objetivo utilizar el teatro y las técnicas dramáticas en un instrumento eficaz para la comprensión y la búsqueda de alternativas a problemas sociales e interpersonales. Desde sus implicaciones pedagógicas, sociales, culturales, políticas y terapéutica se propone transformar al espectador (ser pasivo) en protagonista de la acción dramática (sujeto creador), estimulándolo a reflexionar sobre su pasado, modificar la realidad en el presente y crear su futuro, según declara Augusto Boal. En pocas palabras, se trata de estimular a participantes no-actores a expresar sus vivencias de situaciones cotidianas a través del teatro. Esta técnica se desarrolló durante su exilio en América Latina cuando, en países como Perú y México, trabajó con pueblos autóctonos que no hablaban ni portugués ni castellano.
- Teatro Imagen

El Teatro Imagen, bautizado en principio como “Teatro Estatua”, se convirtió después en “Teatro Imagen” al ofrecer técnicas e investigaciones más dinámicas. Cabe anotar que Konstantín Stanislavski ya trabajaba con “el gesto psicológico“; Vsévolod Meyerhold con “la posición pausa o Rakurz“; y Chancerel, con “el juego del escultor”.
El objetivo del Teatro de la imagen es ayudar a los participantes a ver mejor, a discernir las imágenes escondidas, aquellas que son menos evidentes a primera vista. La riqueza de esta modalidad teatral reside en tomar conciencia de que ante una misma imagen no descubrimos todos lo mismo. La interpretación depende de la subjetividad de cada quien. El lenguaje visual ofrece una manera original, en ocasiones simbólica, y accesible a todos, para aprehender la realidad.

### Teatro Invisible
El Teatro Invisible son representaciones teatrales lejos de las performances y la improvisación. 
Son obras previamente ensayadas que son interpretadas en lugares públicos, sin informar a las personas que se encuentran en éstos que se trata de una actuación. Aborda temas precisos sobre la injusticia social y vulneración de los Derechos Humanos, tales como el racismo, sexismo, discriminación por género, edad, nacionalidad, la violencia, etc. La intención del acto es provocar debate, que las personas tomen una posición ante el problema, que politicen la vida cotidiana y que lo traten de solucionar.
Un ejemplo del teatro invisible, fue dado por Boal cuando involucró actores para hacerse pasar por clientes en un restaurante. Un actor llama la atención de la gente pidiendo comida y luego afirmando más tarde que no trae consigo suficiente dinero para pagar la cuenta, es aquí donde el conflicto surge y otros actores intervienen para ayudar al primer actor.